# Sceau du Vermont
Le Grand Sceau du Vermont est le sceau officiel de l'État américain du Vermont. Il est utilisé pour graver et authentifier les documents officiels.
Le sceau représente un pin à 14 branches émergeant d'une forêt, avec au-dessus deux gerbes de blé. Une vache est placée sur la droite pour symboliser l'histoire d'élevage laitier de l'état. Au sommet du sceau, des lignes ondulées suggèrent peut-être des nuages, tandis qu'au bas du sceau des lignes ondulées suggèrent de l'eau. Ces deux jeux de lignes ondulées pourraient également symboliser la rivière Connecticut et le lac Champlain, qui constituent aujourd'hui les frontières est et ouest du Vermont. La devise de l'état, "Liberté et Unité", est inscrite sous le nom de l'état, au centre de la partie inférieure. Cette devise est au centre de l'idéal du Vermont de conciliation de la liberté personnelle et de la responsabilité de l'individu envers la communauté. Ce sceau date de la république du Vermont et fut imaginé par Ira Allen.
Destiné à la gravure de documents officiels, le sceau n'est pas destiné à des usages décoratifs, la seule exception étant une grande version du sceau gravée dans le bois et placée dans le Pavillon du Vermont à l'exposition universelle de 1967. Ce sceau fut ensuite utilisé comme décors derrière le podium de la salle de presse du capitole de l'état, qui est à l'heure actuelle la salle du caucus du parti minoritaire. Le sceau a été déplacé dans les bureaux du gouverneur du Vermont dans Le Pavillon.
Une version plus réaliste et plus colorée des éléments du sceau peut être vue sur le blason du Vermont, qui se trouve lui-même sur le drapeau de l'état. Ce blason est également utilisé sur les en-tête des lettres et sur les symboles distinguant les bâtiments d'états, les ponts, les frontières de l'état, et les Maisons du Vermont. D'après les lois de l'état, le Grand Sceau du Vermont fait partie du domaine partagé du Secrétaire d'État du Vermont, des bureaux du Gouverneur, et des branches législatives et judiciaires du gouvernement. Les moules de métal originels du premier sceau sont conservés dans les bureaux du Secrétariat d'état, à Redstone, une grande maison en briques rouges et en grès à Montpelier.